# 约昂·普洛坎
约昂·普洛坎（法語：Yohann Ploquin，1978年5月31日—），法国前男子手球运动员。他曾代表法国国家队参加2004年夏季奥林匹克运动会手球比赛，结果队伍获得第五名。